# Спомен-чесма и споменик жртвама ратова 1990—1999.
Спомен-чесма и споменик жртвама ратова 1990—1999. се налази у градском парку у Младеновцу.
Споменик је подигнут 2. августа 2008. године, рад је вајара Радоша Раденковића, по пројекту вајара Љубише Манчића. На споменик је постављена споме плоча са именима тринаест Младеновчана настрадалих у ратним сукобима на територији бивше СФРЈ.